# Giorgi Marsagiszwili
Giorgi Marsagiszwili (gruz. გიორგი მარსაგიშვილი ;ur. 19 grudnia 1988) – gruziński zapaśnik startujący w stylu wolnym. Dziewiąty w Pucharze Świata w 2014. Trzeci na MŚ i ME juniorów w 2008 i na ME kadetów w 2005 roku.